# Liga Mayor de Fútbol de Lima
La Liga Mayor de Fútbol de Lima fue un campeonato de la Provincia de Lima creado en 1976 por la Federación Peruana de Fútbol y se mantuvo vigente hasta el año 1986. Inicialmente desempeñó el papel de segunda categoría hasta 1983, año que retornó la segunda profesional. Luego de ello, pasó a formar una especie de tercera categoría. Posteriormente, pasó a ser un campeonato antesala de la  Copa Perú IX Región Metropolitana.
Finalmente desaparece y reemplazada por los campeonatos de Interligas de Lima que tenemos en la actualidad. 

## Antecedentes

### Liga Provincial de Fútbol de Lima
En el periodo de 1932, se creó la Liga Provincial de Fútbol de Lima, cuya estructura estaba formada por su primera división, división intermedia, segunda división y tercera división. Sin embargo, se unifica con la Liga Provincial de Fútbol del Callao, formando la Primera División Unificada de Lima y Callao 1936. En este formato, otorgaba dos cupos para subir a la división de honor. En los años posteriores, los mejores equipos de ambas ligas provinciales competían entre sí  (en el Torneo de Ascenso a la División de Honor), para lograr el cupo a la máxima división del siguiente periodo. Mientras los últimos de ambas ligas descendían a sus respectivas divisiones intermedias.  El modelo de campeonato se mantuvo vigente hasta 1940, ya que para 1941, se forma el campeonato de la Liga Regional de Lima y Callao. Posteriormente, regresa en 1951 y se mantiene vigente hasta 1953, sin brindar ascenso a la segunda división profesional.

### Reclasificatorio Regional 1974
Existió un antecedente de la creación de este modelo de campeonato en el año de 1973. Después de la desaparición de la segunda profesional, por causa del gobierno de Juan Velasco Alvarado y antes de la creación de las Interligas de Lima. Fue el llamado el Reclasificatorio Regional 1974. Específicamente en la Región 13, conformado por los equipos limeños y chalacos peores posicionados del Descentralizado 1973 contra los mejores equipos de Lima y Callao del octogal de ascenso. En donde, Atlético Barrio Frigorífico del Callao fue campeón y ganó su derecho de ascenso al Descentralizado 1974, ocupando el puesto del Deportivo SIMA. Mientras el club Deportivo Helvético de San Isidro, fue subcampeón y jugó la revalidación metropolitana, perdiendo contra el Sport Boys.

## Historia
La Liga Mayor de Fútbol de Lima se fundó en 1975 y entró en operatividad desde 1976 hasta 1986. Asumió el papel de segunda división peruana, en sus primeros años de funcionamiento (debido segunda división ya que no existía desde 1973 al término de 1982).   En esa época, se acopló al campeonato de Copa Perú junto a la Región IX. La Liga Mayor de Fútbol de Lima fue nutrida de equipos de la capital  que descendía de la profesional y de los mejores equipos del campeonato de Interligas, hasta quedar un grupo selecto en una liguilla final. Ya con el retorno de la segunda división profesional (segunda división e Intermedia), ocupó el puesto de tercera división. Sin embargo, continuaba ligado al sistema de campeonato de Copa Perú.
La Liga Mayor de Lima sirvió como un intermedio para que los equipos limeños no descendieran directamente a sus respectivas ligas de origen y empezar de cero desde la etapa distrital. Para ascender a este torneo los campeones distritales de Lima Metropolitana  se agrupaban en cuatro zonas y luego los cuatro campeones, uno por cada zona, subían a la Liga Mayor.
Estos equipos se sumaban a los equipos que mantuvieron la categoría y los que jugaron la Etapa Regional/Nacional de la Copa Perú del año anterior para disputar la clasificación a la Región IX que estaba conformada por equipos de la provincia de Lima y daba un cupo para el Etapa Nacional de la Copa Perú. A su vez, con los equipos limeños descendidos de la  primera división (durante los primeros años de funcionamiento de la Liga Mayor de Lima, sin embargo era optativo). Posteriormente, con los equipos descendidos de la Intermedia y segunda división (también era facultativo afiliarse a la Liga Mayor de Lima).
Finalmente, con la implementación segunda división e Intermedia en 1984, la Liga Mayor brindaba cupo para la Intermedia B y para la Etapa Nacional de la Copa Perú. No obstante la Liga Mayor de Lima fue un torneo antesala a las competencias de la Copa Perú IX Región Metropolitana.
En 1987, la Liga Mayor de Lima desaparece y  su rol es asumido Región Metropolitana, debido a las modificaciones de los campeonatos que realizó la  F.P.F. y conjuntamente con la ADFP. Posteriormente, fue reemplazado por la Región Promocional de Fútbol Lima y Callao y finalmente por el campeonato de Interligas de Lima, que tenemos en la actualidad.

## Actualidad
Hasta la fecha, este modelo de campeonato sigue sin funcionamiento. No obstante, podría regresar a su función, si las nuevas bases de la FPF lo amerita. Desde el 2022, existe un campeonato de menores y juveniles llamado Liga Mayor o Liga Mayor de Lima. Es organizado por los distritos de Lima Norte, dedicado a la formación y generar competencias a los futuros jugadores jóvenes y difundir más el fútbol peruano. A pesar del nombre, no guarda relación al torneo de anteaño.

## Estructura

### Formato Inicial
Los campeones distritales jugaban entre sí, hasta quedar un grupo selecto entre 11 a 16 equipos. Posteriormente, quedaba una liguilla final entre 6 a 8 equipos. En los cuales, el campeón participaba en la Etapa Regional/Etapa Nacional de la Copa Perú, según sea el caso.   

### Formato Final
Los mejores representantes de las distritales, son divididos en cuatro zonas: zona norte con nueve equipos, zona sur con nueve equipos, zona este con ocho equipos y zona oeste con ocho equipos. En la primera etapa se emparejaban en grupos de a dos en partidos de ida y vuelta. Los cuatro campeones, uno por cada zona, suben a la Liga Mayor para definir al equipo que ira la Copa Perú, representando a Lima que es el grupo nueve metropolitano. Sin embargo, varios equipos de la Liga Mayor de Lima fueron promovidos al torneo de Intermedia B.
El torneo de la Liga Mayor contara con 22 equipos (a partir de la edición de 1987), incluyendo los cuatro clasificados. Desde 1983 al 1986, Liga Mayor fue dividido de en dos series.

### Zonal o Pre-Liga Mayor
- Norte 9 equipos, campeón sube  Liga Mayor
- Sur 9 equipos, campeón sube  Liga Mayor
- Este 8 equipos, campeón sube  Liga Mayor
- Oeste 8 equipos, campeón sube  Liga Mayor

### Liga Mayor
- de 16 a 22 Equipos, entre ellos:
  - Campeones zonales.
  - Mantuvieron la categoría.
  - Participaron la Etapa Regional del periodo anterior.
  - Participaron la Etapa Nacional del periodo anterior.
  - Opcional 1: Los equipos limeños descendidos de la primera división profesional (1976 al 1983).
  - Opcional 2: Los equipos limeños descendidos de la segunda división profesional y de la intermedia (1984 al 1991).

### Liguilla Final
Entre 7 o 6 equipos. A su vez, el campeón (en ocasiones subcampeón) clasifica a la:

#### Versión inicial
(Cuando desapareció la Segunda Profesional)
- Región IX Metropolitana.

#### Versión Final
(Con la aparición de la Intermedia y Segunda Profesional).
- Intermedia B Metropolitana.
- Región IX Metropolitana.

En el caso de permanecer en la Intermedia B Metropolitana, pasa a participar en la Segunda Profesional para el siguiente periodo. Repitiendo el proceso en la Segunda Profesional para clasificar a la Intermedia A Metropolitana ó la Intermedia B Metropolitana.

## Campeonatos
| Ed.                                                    | Año          | Campeón                |
| ------------------------------------------------------ | ------------ | ---------------------- |
| 1                                                      | 1976         | Deportivo Bancoper     |
| 2                                                      | 1977         | Deportivo Bancoper     |
| 3                                                      | 1978         | Barcelona de Surquillo |
| 4                                                      | 1979         | Unión González Prada   |
| 5                                                      | 1980         | Deportivo Bancoper     |
| 6                                                      | 1981         | Unión González Prada   |
| 7                                                      | 1982         | Barcelona de Surquillo |
| 8                                                      | 1983 Serie A | Guardia Republicana    |
| 8                                                      | 1983 Serie B | Aurora Miraflores      |
| 9                                                      | 1984 Serie A | Confecciones Ídolo     |
| 9                                                      | 1984 Serie B | Defensor Kiwi          |
| 10                                                     | 1985 Serie A | Defensor Rímac         |
| 10                                                     | 1985 Serie B | Papelera Atlas         |
| 11                                                     | 1986 Serie A | Mercado Mayorista      |
| 11                                                     | 1986 Serie B | Defensor Rímac         |
| Torneo desaparecido (Ver: Torneo Región Metropolitana) |              |                        |

## Nota
- Diversos clubes conocidos fueron integrantes de la Liga Mayor tales como: Unión González Prada, Esther Grande de Bentín, Defensor Kiwi, Huracán San Isidro, Atlético Defensor Lima, Papelera Atlas, Enrique Lau Chun, Real Olímpico, entre otros. Muchos de ellos fueron protagonistas en la Liga Mayor de Fútbol de Lima.
- Liga Mayor de Fútbol de Lima, comparte los mismos orígenes que las Interligas de Lima en sus primeros años de funcionamiento.